# Araneus quadratus
Araneus quadratus — один з видів павуків великого роду хрестовиків. Самиці відносно великі, жовтого, брунатного чи червонуватого кольору, зі смугастими ногами. Поширений у Палеарктиці від Західної Європи до Центральної Азії, Китаю та Японії.

## Опис

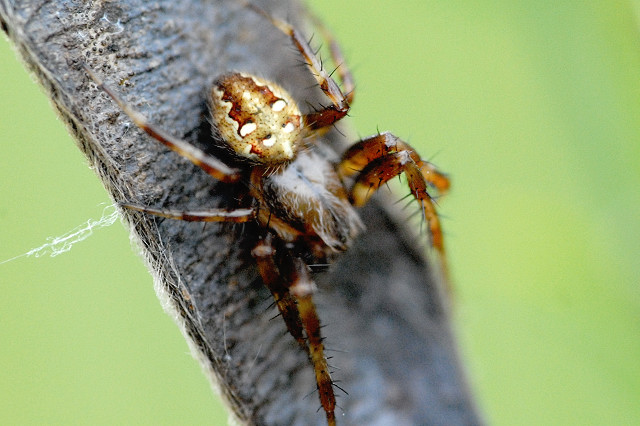
Самець Araneus quadratus, Англія

Розмір тіла самиці 1-2 см, самця — 0,7-1,1 см. Головогруди павука яскраве, жовто-брунатне, краї темніші. На чорній нижній поверхні головогрудей у деяких випадках є серединна яскрава пляма. Хеліцери брунатного забарвлення. Ноги блідо-брунатного забарвлення з темними кільцями. На спинній поверхні завжди наявні 4 світлі плями, тло черевця мінливе, від блідо-жовтого, зеленувато-жовтого до цегляно-брунатного.

## Спосіб життя
Ці павуки часто населяють вологі луки. Зазвичай ці павуки потребують трав'янистих рослин з цупкими стеблами, що вони їх використовують для побудови ловильної павутинної сітки. Павутинна сітка колоподібної форми, у середньому її площа складає 445 см².